# クレイ・ショー

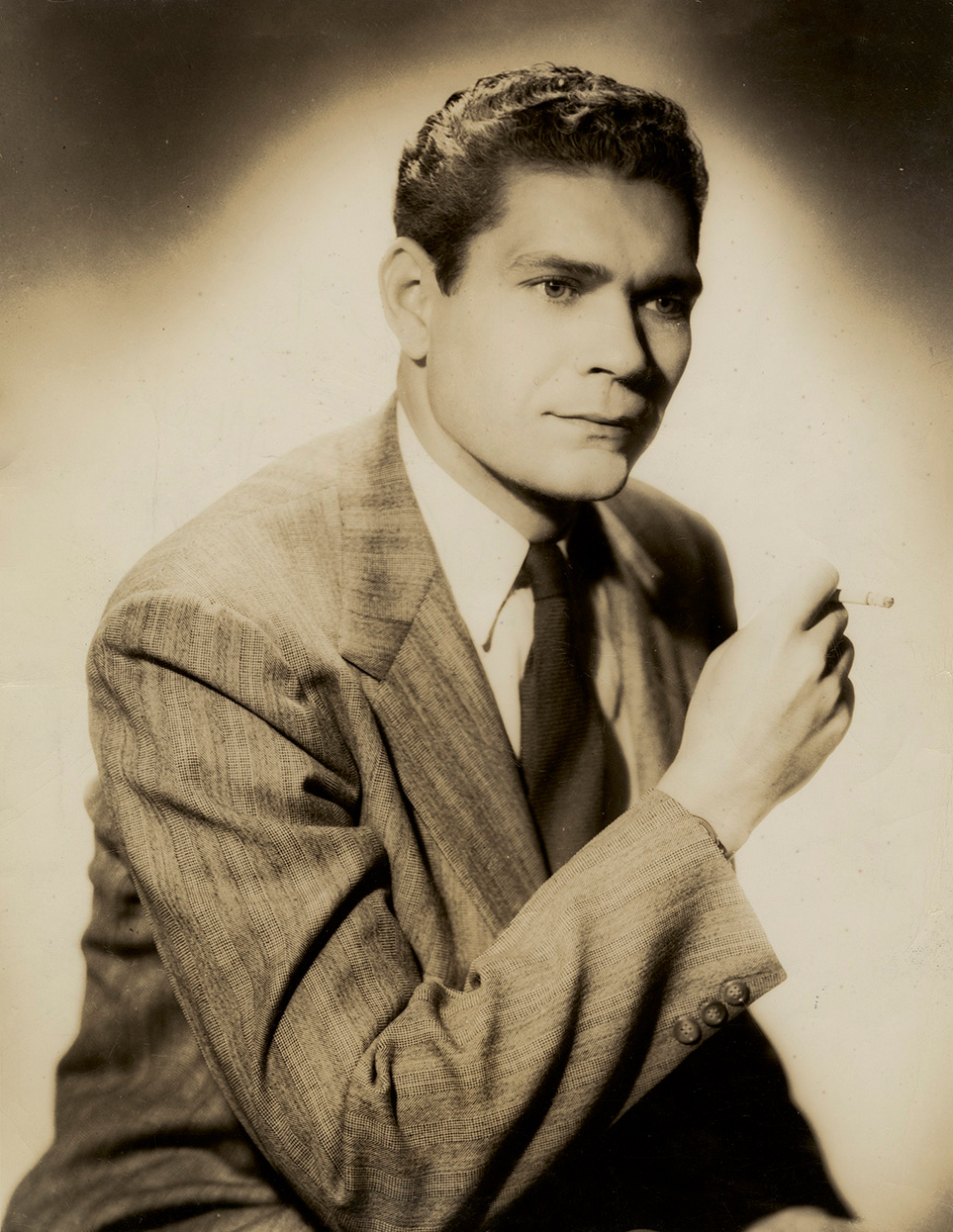
1960年代のクレイ・ショー

クレイ・ショー（英：clay shaw、1913年3月17日-1974年8月15日）は、アメリカ合衆国の実業家で、1963年のケネディ大統領暗殺事件での関与で裁判にかけられた唯一の人物として知られている。

## 概要
クレイ・ショーは、1913年3月17日にルイジアナ州ケントウッドで生誕し、若い頃は平穏な暮らしをおくり、成人になると電信会社の店長として働いた。1939年に第二次世界大戦が開戦するとアメリカ陸軍に入隊し、イギリスへ派遣され医療部隊として配属した。終戦後には除隊して実業家としてやり始めた。

## 逮捕と死
1963年11月22日にジョン・F・ケネディ大統領が暗殺されたあとルイジアナ州の地方検事だったジム・ギャリソンは、デビット・フェリーなどの活動家らがCIAまたはマフィアと共謀したとしてクレイ・ショーは50歳のときに逮捕された。そして1969年にケネディ暗殺で有名なクレイ・ショー裁判が行われた。しかし開始からわずか55分で証拠不十分としてショーは無罪判決が言い渡された。しかし、ギャリソンはこの無罪を認めなかった。ショーはアメリカ司法史上唯一ケネディ暗殺で裁判にかけられた人物であった。1974年8月15日、ショーは自宅で肺癌により死去。61歳没。1991年にオリバー・ストーン監督の映画「JFK 」でクレイ・ショー裁判が演出されていた。